# Уржезеш
Уржезеш (порт. Urgezes)  —  район (фрегезия) в Португалии,  входит в округ Брага. Является составной частью муниципалитета  Гимарайнш. Находится в составе крупной городской агломерации Большое Минью. По старому административному делению входил в провинцию Минью. Входит в экономико-статистический  субрегион Аве, который входит в Северный регион. Население составляет 5124 человека на 2001 год. Занимает площадь 4,62 км².

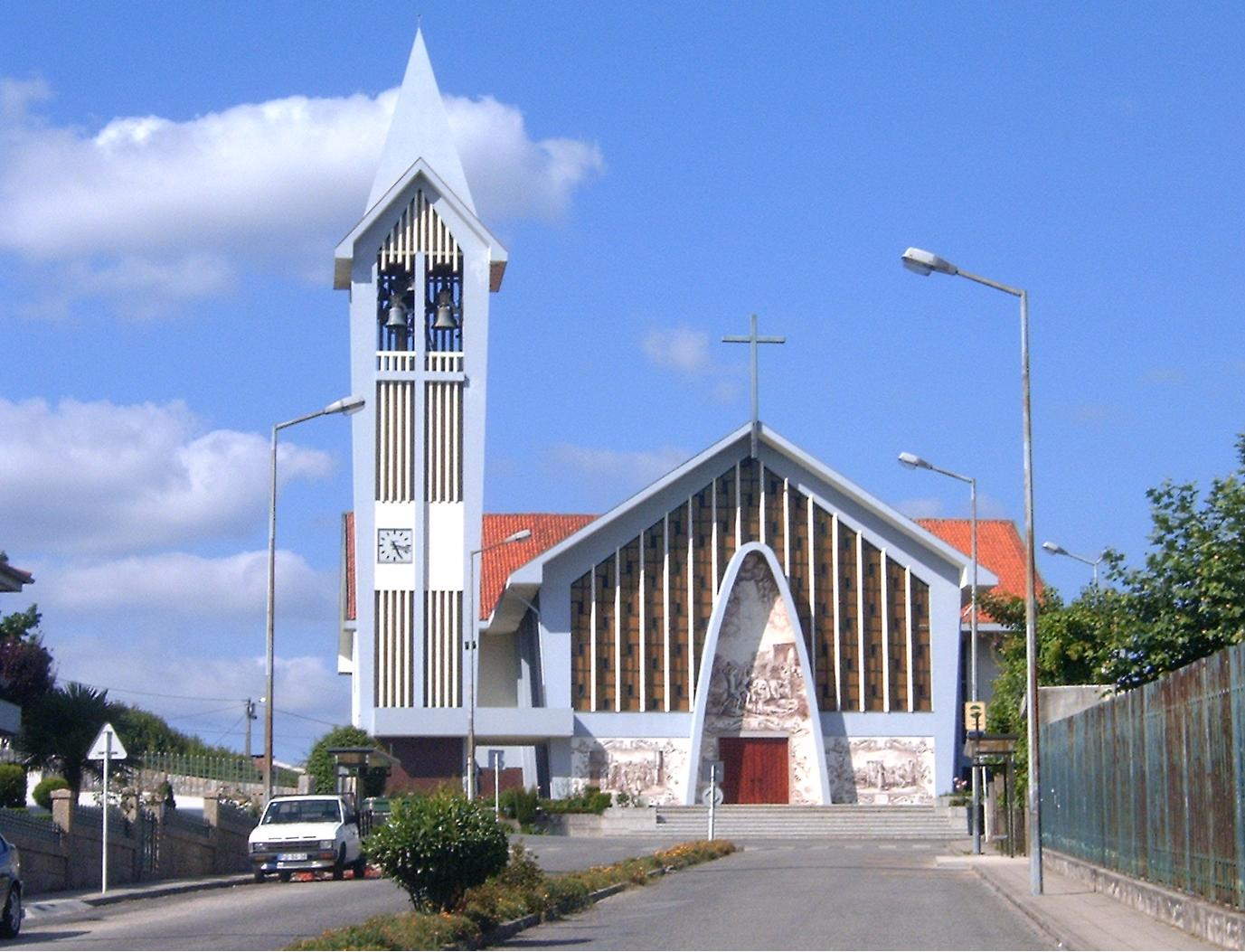

Покровителем района считается Стефан Первомученик (порт. Santo Estêvão).